# Krasnaja (vattendrag i Vitryssland)
Krasnaja (ryska: Красная) är ett vattendrag i Belarus.   Det ligger i voblasten Mahiljoŭs voblast, i den centrala delen av landet, 130 km sydost om huvudstaden Minsk.
I omgivningarna runt Krasnaja växer i huvudsak blandskog. Runt Krasnaja är det glesbefolkat, med 15 invånare per kvadratkilometer.